# Palnatoke
Palnetoke, eller på skånska, Palnatoke, var en jomsviking och dansk hövding från Fyn som levde i slutet av 900-talet. Jomsvikingasagan är den äldre handskrift som mest berättar om Palnetoke. Sagan, som den föreligger i dag, är dock nedskriven i slutet av 1200-talet, trehundra år efter Palnetokes levnad, varför den utgör en tveksam källa, i synnerhet i sina detaljbeskrivningar. Enligt denna saga var Palnetokes farfar Toke, en storman på Fyn. Med Torver, sin hustru, hade han två barn, Åke och Palner, samt en frilloson Fjölner och en fosterson Sigurd. Kung Harald Blåtand låter sina män döda Åke då denne försöker gifta sig med Ingeborg, Ottar jarls dotter i ”Götaland”. Palner gifter sig då med Ingeborg och de får en son, Palnetoke. Namnet bör kunna härledas ur de två orden Palners Toke och Toke Palnersson.
Palnetoke blev en stor krigare och han gifte sig med en dotter till Stevner, jarl över Bretland (Wales). Enligt sagan tar han hand om kvinnan Äsa som fött kung Harald Blåtand ett frillobarn, Sven (senare kung Sven Tveskägg). Som fosterfar till en ”oäkta” kungason hamnar Palnetoke i onåd hos Harald. När Sven blivit vuxen utbryter inbördeskrig i Danmark. Palnetoke dödar Harald Blåtand i ett bakhåll. Hans fosterson Sven Tveskägg blir emellertid vred över illdådet. Palnetoke drar då ut på krigståg och kommer med fyrtio skepp till venderna i södra Östersjön. Här anlägger han sjöborgen Jomsborg. Efter ett antal år dör Palnetoke i Jomsborg.

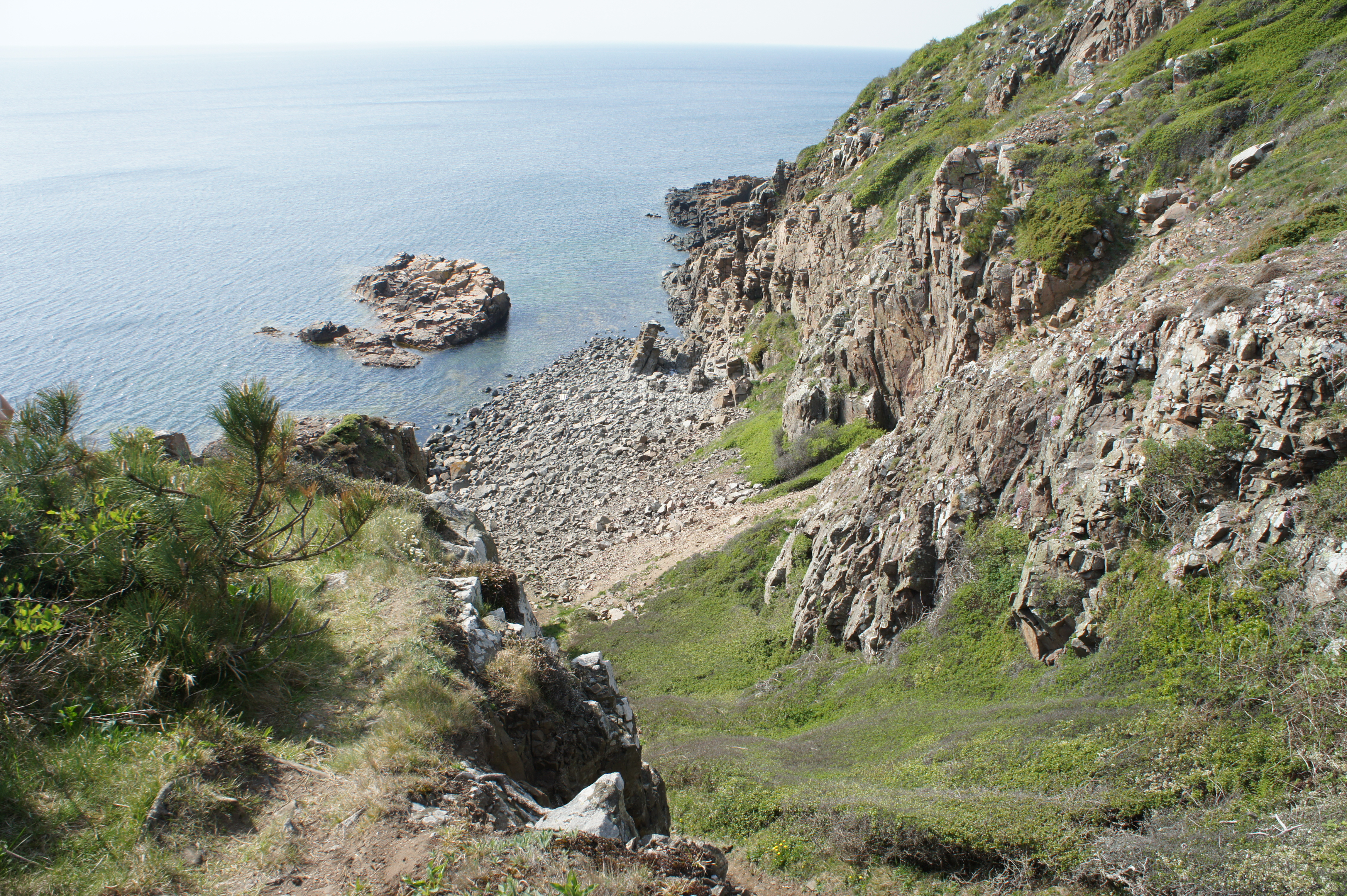
Palnatokes skränt, på Kullaberg nära Kullens fyr.

Några mindre berättelser om Palnetoke finns också nedtecknade i slutet av 1100-talet hos historieskrivaren Saxo Grammaticus. I en av dessa berättas att Palnetoke en gång av kung Harald tvingades att skjuta en pil i ett äpple som placerats på Palnetokes sons huvud. Berättelsen är en vandringssaga men är intressant, inte minst då den är världens äldsta nedtecknade version av den senare så populära Wilhelm Tell-legenden.
Även av ovan nämnde Saxo Grammaticus nämns en lustig episod: Kung Harald som lär ha varit en god skidlöpare blev en gång utmanad i denna sport av sin ovän Palnatoke vid en sammankomst på Kullaberg i Skåne varvid Harald krävde att Palnatoke skulle åka nerför ett av de brantaste stupen vilket egentligen skulle innebära döden. Avsikten kom dock på skam då Palnatoke överlevde. Detta lär vara den äldsta refererade skidtävlingen i historien. Än idag kallas platsen Palnatokes skränt.
Palnatoke är idag främst känd i den version Adam Oehlenschläger gav honom i sitt sorgespel Palnatoke.
Palnatoke är även huvudperson i bokserien Tusenårsriket av Tonny Gulløv.